# Cortinarius diosmus
Cortinarius diosmus är en svampart som beskrevs av Kühner 1955. Cortinarius diosmus ingår i släktet Cortinarius och familjen spindlingar.   Inga underarter finns listade i Catalogue of Life.
I den svenska databasen Dyntaxa används istället namnet Cortinarius argillaceosericeus för samma taxon.  Arten är reproducerande i Sverige.